# Замок Холт
Замок Холт (англ. Holt Castle, валл. Castell Holt) — руины средневекового замка в Холте, округ Рексем, Уэльс. Замок построен на берегу реки Ди королём Эдуардом I в конце XIII — начале XIV века и служил для контроля за валлийско-английской границей во время валлийских войн. В XVII веке почти вся каменная кладка была вывезена; на сегодняшний день сохранилось только основание фундамента из песчаника.

## История
Замок Холт был основан Эдуардом I рядом с рекой Ди вскоре после вторжения в Северный Уэльс в 1277 году. В 1282 году Эдуард подарил валлийские земли, на которых находился Холт, своему верному сподвижнику Джону де Варенну, 6-му графу Суррею, которому поручил завершить возведение замка. Замок построен из местного песчаника на вершине мыса высотой 12 метров. Пятиугольный по форме замок с башнями на каждом углу имел ступенчатый пандус, ведущий к главным воротам, барбакан, внутренний бейли, потерну и куртину. Был замок был окружён рвом, наполненным водой из реки Ди. К 1311 году замок был закончен, а рядом с ним запланирован город для английских поселенцев.
В 1400 году валлийские войска сожгли город во время восстания Оуайна Глиндура, однако замок не был взят. К XVI веку замок Холт пришёл в упадок. Английский картограф елизаветинской эпохи Джон Норден обследовал замок и отметил, что он был сильно разрушен.
На протяжении большей части Первой гражданской войны в Англии в замке Холт стоял гарнизон роялистов. Он был захвачен парламентариями в 1643 году, но вновь взят роялистами весной 1644 года. После того, как они сдались, тринадцать членов гарнизона Парламента были казнены, а их тела сброшены в ров. В январе 1647 года после 9-месячной осады губернатор роялистов сэр Ричард Ллойд сдал замок Томасу Миттону, командиру осаждающих парламентариев. После сдачи Холта замок Харлех остался единственным оплотом роялистов в Уэльсе, но и он был сдан Миттону в марте того же года. После капитуляции гарнизона роялистов парламентским губернатором Холта был назначен полковник Роджер Поуп. Позже в том же году по распоряжению Парламента замок Холт был разрушен.
Между 1675 и 1683 годами бо́льшая часть каменной кладки замка была вывезена сэром Томасом Гровенором, 3-м баронетом, который использовал её для восстановления своего поместья Итон-холл после гражданской войны.
В XVIII веке от замка Холт осталась часть башни и прямоугольное строение. До нашего времени сохранился лишь фундамент из песчаника. Всё ещё видны некоторые элементы каменной кладки, в том числе задние ворота, контрфорс и фундамент квадратной башни внешних ворот. В 2015 году были завершены обширные реставрационные работы по удалению растительности, установке ступеней и ремонту сохранившейся кладки. Также была проведена серия археологических раскопок на территории замка.